# حدأة براهمية
حدأة براهمية (الاسم العلمي:   Haliastur  indus) (بالإنجليزية: Brahminy  Kite) هو طائر ينتمي إلى البازية (فصيلة: Accipitridae).